# Met vijf man bridgen
Met vijf man bridgen is een hoorspel van Michal Tonecki, die voor zijn hoorspelwerk in 1964 de prijs van de Poolse omroep kreeg. Der Fünfte zum Bridge werd op 2 november 1966 door de Westdeutscher Rundfunk uitgezonden. Lisetta Stembord vertaalde het en de KRO zond het uit op zondag 4 december 1966, als derde in de serie Vijf maal Polen 1966. De regisseur was Léon Povel. De uitzending duurde 37 minuten.

## Rolbezetting
- Paul van der Lek (de ik-figuur)
- Huib Orizand (Albert)
- Tine Medema (Eleonora)
- Maria Lindes (een meisje)
- Willy Ruys (de burger)
- Rob Geraerds (de chef)
- Han König (man)

## Inhoud
Een lifter wordt meegenomen in een caravan. Daarin blijken zich vier personen te bevinden die bijna dwangmatig bezig zijn met bridgen. Zij proberen een vijfde man in hun gezelschap te lokken. Wie eenmaal tot dat gezelschap is toegetreden, komt er niet zo gemakkelijk uit. Deze simpele intrige heeft verscheidene diepere betekenissen. De bridgeclub wordt het symbool van het beperkte bestaan, waarin de mens zich laat vangen. De leider van de club heeft bepaalde tirannieke aspecten. Niemand van de spelers voelt zich gelukkig, maar de kracht om aan de dwang van verder spelen te ontsnappen, ontbreekt. Toch is dit spel niet zo somber als de meeste groteske stukken in dit genre. Aan het slot laat de auteur toch nog mogelijkheden open om te ontsnappen…